# Scopula crawshayi
Scopula crawshayi là một loài bướm đêm trong họ Geometridae.